# Lijst van gouverneurs van Göteborgs och Bohus län
Dit is een lijst van gouverneurs van Göteborgs och Bohus län in Zweden, in de periode 1680 tot 1997. Het voormalige län, de voormalige provincie  Göteborgs och Bohus län werd in 1997 met Älvsborgs län en Skaraborgs län samengevoegd in de nieuwe provincie Västra Götalands län. Het Zweeds voor gouverneur is landshövding.
- Georg Henrik Lybecker 1680–1682
- Johan von Schönleben 1682–1700
- Erik Siöblad 1700–1711
- Carl Gustaf Mörner 1712–1719
- Nils Posse 1719–1723
- Axel Gyllenkrok 1723–1730
- Bengt Ribbing 1730–1741
- Lorentz Kristoffer Stobée 1741–1749
- Johan von Kaulbars 1749–1762
- Didrik Henrik Taube 1763–1772
- Anders Du Rietz 1772–1790
- Johan Beck-Friis 1790–1796
- Samuel af Forselles 1796–1800
- Johan Fredrik Carpelan 1800–1808
- Axel von Rosen 1809–1834
- Gillis Edenhjelm 1835–1843
- Carl Gustaf Löwenhielm 1843–1847
- Olof Fåhræus 1847–1864
- Albert Ehrensvärd 1864–1885
- Gustaf Fredrik Snoilsky 1885–1897
- Gustaf Lagerbring 1897–1917
- Oscar von Sydow 1917–1934
- Malte Jacobsson 1934–1950
- Per Nyström 1950–1971
- Erik Huss 1971–1978
- Carl Persson 1979–1980
- Åke Norling 1980–1989
- Kjell A. Mattsson 1989–1995
- Göran Bengtsson 1996–1997